# Jeff Louder
Jeff Louder (Salt Lake City, 8 december 1977) is een Amerikaans voormalig wielrenner. Hij maakte in 2000 zijn profdebuut. In 2004 werd Louder betrapt op doping. Er hing een schorsing boven zijn hoofd, maar hij mocht blijven fietsen.

## Belangrijkste overwinningen
2002
- GP Raf Jonckheere

2004
- 2e etappe Ronde van het Qinghaimeer

2008
- 4e etappe Ronde van Utah
- Eindklassement Ronde van Utah

2009
- Eindklassement Redlands Bicycle Classic

2010
- 4e etappe Ronde van Utah

## Resultaten in voornaamste wedstrijden
| Jaar | Ronde van Italië | Ronde van Frankrijk | Ronde van Spanje |
| ---- | ---------------- | ------------------- | ---------------- |
| 2005 |                  |                     |                  |
| 2010 | opgave           |                     |                  |
| 2011 |                  |                     |                  |

| Jaar | Gent-Wevelgem | Amstel Gold Race |  | WK op de weg |
| ---- | ------------- | ---------------- |  | ------------ |
| 2005 | 79e           |                  |  |              |
| 2010 |               |                  |  |              |
| 2011 |               | 132e             |  | 173e         |

Burke · Chanoine · Cornelissen · Coudray · Cuylits · Delme · Desmet · Ekström · Emmanuelson · Fox · Hopmans · Louder · Mifune · Poppe · Roesems · Van Landeghem · Vanhaecke · De Waele (stagiair) · Meeusen (stagiair) · Pollin (stagiair)
Burke · Coudray · Cuylits · De Waele · Louder · McCauley · Meirhaeghe · Mifune · Roesems · Tsjerniakov · Van De Walle · Van Der Berg · Van Landeghem · Vanhaecke · Vermeersch · Weynants · Chadwick (stagiair) · Fagan (stagiair) · Roland (stagiair)
Advejev · Bernucci · Bileka · Cali · Cavagnis · Coudray · De Waele · Hrysjtsjenko · Lievens · Louder · Lucchini · Mattozza · Meirhaeghe · Metloesjenko · Mifune · Popovytsj · Romano · Scamardella · Sørensen · Streel · Van Landeghem · Van Malderghem · Vanhaecke · Vermeersch · Weynants · Anzà (stagiair) · Chadwick (stagiair) · Timosjin (stagiair)
Bookwalter · 
Bovay ·
Cruz ·
Galvin · 
Garcia ·
Kohler ·
Lill ·
Louder ·
McKissick ·
Miller ·
Moos ·
Nydam ·
Sayers ·
Stewart ·
Tolleson ·
Wyss
Barton · 
Beyer ·
Bookwalter · 
Bovay ·
Carroll ·
Cruz ·
Frank · 
Frei · 
Garcia ·
House ·
Kohler ·
Louder ·
McKissick ·
Moos ·
Nydam ·
Stalder ·
Stewart ·
Tolleson ·
Wyss ·
Zberg (tot 15/08) 
Ballan ·
Barton · 
Beyer ·
Bookwalter · 
Burghardt ·
Butler ·
Evans  ·
Frank · 
Frei (tot 31/05) · 
Hincapie ·
House ·
Kohler ·
Kristoff ·
Kroon ·
Louder ·
Moos ·
Morabito ·
Murphy ·
Nydam ·
Santambrogio ·
Schär ·
Stalder ·
Stewart ·
Wyss ·
Zahner
Ballan ·
Barton · 
Beyer ·
Bookwalter · 
Burghardt ·
Butler ·
Eijssen · 
Evans ·
Frank · 
Hincapie ·
Kohler ·
Kristoff ·
Kroon ·
Louder ·
Moinard ·
Morabito ·
Murphy ·
Phinney ·
Quinziato ·
Roe ·         
Santambrogio ·
Santaromita ·
Schär ·
Tschopp ·
Van Avermaet ·
Wyss ·
Zahner